# Georg Beyer (Jurist)

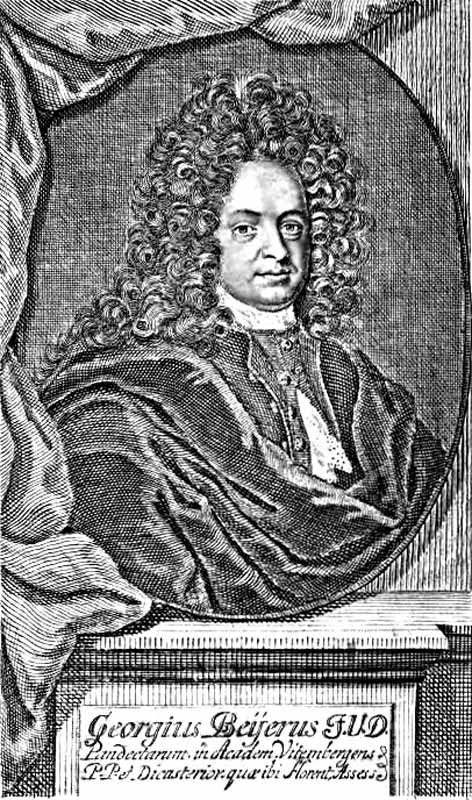
Kupferstich Georg Beyer

Georg Beyer (* 10. September 1665 in Leipzig; † 21. August 1714 in Wittenberg) war ein deutscher Jurist und Rechtslehrer.

## Leben
Beyer wurde als Sohn des Aktuars beim Oberhofgericht in Leipzig Georg Beyer und seiner Frau Regina (geb. Straubig) geboren. Er studierte in seiner Geburtsstadt Philosophie und Rechtswissenschaft bei Christian Thomasius, ab 1685 in Frankfurt (Oder) bei Samuel Stryk, ab 1687 wieder in Leipzig und wurde 1693 Doktor der Rechte. Als Privatdozent verdiente er sich zunächst den Unterhalt, bevor er 1706 zum Professor der Rechte an die Universität Wittenberg berufen wurde.
1707 nahm man ihn in der Juristenfakultät, als Assessor am Hofgericht und im Schöppenstuhl auf. 1713 erhielt er die dritte Professur (Digestum vetus) an der Juristenfakultät. Er war nach seinem Lehrer Thomasius der zweite Dozent, der das deutsche Recht getrennt vom römischen Recht behandelte und damit als neue, selbstständige Disziplin in den akademischen Lehrvortrag einführte. Statt der Pandekten legte er seinem Vortrag den Sachsenspiegel und andere mittelalterliche deutsche Rechtsquellen zugrunde.
In seiner Schrift „De utilitate lectionum academicarum in juris Germanici capita“ (Wittenberg 1707) kündigte er zuerst Vorlesungen über deutsches Recht an, die er dreimal wöchentlich hielt. Hieraus entstand seine „Delineatio juris Germanici“, die vier Jahre nach seinem Tod 1718 von Michael Heinrich Gribner bis zum 14. Kapitel des 2. Buches herausgegeben wurde. In den folgenden Auflagen, besorgt von Christian Gottfried Hoffmann, kamen aus Beyers Unterlagen die übrigen acht Kapitel mit dem ganzen dritten Buche hinzu (1723, 1729, 1740). Dieser erste unvollkommene Versuch war ein bleibendes Verdienst für die Grundlegung der Wissenschaft des deutschen Privatrechts. Auch das römische Zivilrecht, das Lehn-, Natur- und Kriminalrecht bearbeitete Beyer in kurzen Lehrbüchern, die mehrfach aufgelegt wurden.
Eine Sammlung seiner Dissertationen erschien 1723 in Leipzig, wo er als Privatlehrer über juristische Bücherkenntnis Vorlesungen gehalten hatte. Sein Werk „Schediasma de utili ac necessaria Aucm Juridicorum notitia“, das er aus den juristischen Besprechungen heraus 1698, 1701 und 1705 veröffentlichte, wurde 1726 neu aufgelegt und später von Gottlob August Jenichen, Karl Ferdinand Hommel und von Heinrich Gottlob Franke bis 1758 fortgesetzt.
Beyer war in erster Ehe ab 1693 mit Regina Elisabeth Grosse und in zweiter Ehe ab 1710 mit Dorothea Sophia Braun (verwitwete Krause) verheiratet. Aus der ersten Ehe hatte er vier Söhne und drei Töchter und aus der zweiten Ehe eine Tochter.

## Werke
- De utili & necessaria autorum juridicorum & juris arti inservientium notitia schediasma. Leipzig 1698–1705. (fortgesetzt von Gottlob August Jenichen, Karl Ferdinand Hommel und Heinrich Gottlob Franke bis 1758), (online).
- De utilitate lectionum academicarum in juris Germanici capita. Wittenberg 1707.